# 摩尔庄园大电影3：魔幻列车大冒险
《摩尔庄园大电影3：魔幻列车大冒险》又名《摩尔庄园3》，中国大陆2D动画喜剧片，导演李婷婷，配音员包括杨鸥、夏磊、谢添天、冯骏骅、醋醋、沈达威、樊俊航。

## 剧情
该片讲述一群小动物在摩尔庄园的喜剧故事。

## 演出
- 摩乐乐
- 菩提大伯
- 布多多
- 布少少
- 莫妮卡
- 么么公主
- 列车长
- 瑞琪

## 曲目
- 主题曲《幸福的火车》

## 衍生品
- 《摩尔战记》将与电影同期上映。[2]
- 每个影院都备有现场派发礼品。[2]